# Jagas
Jake ili Jage (portugalski: Jagas), izumrli afrički narod koji je u 16. stoljeću poharao Kraljevstvo Kongo spalivši i prijestolnicu Mbanzu. Danas ne postoji narod ili pleme tog imena, a opširnih podataka ili isprava o njima nema. Sredinom 16. stoljeća izbili su na zapadnoafričku scenu i nakon otprilike stotinu godina ispunjenih jezivim pokoljima tajanstveno iščezli. Najpouzdaniji izvor podataka o njima je kronika engleskog mornara Andrewa Battela.

## Povijest
Najvjerodostojnija od svih teorija je da su bili jedan od naroda iz govornog područja Bantu koji je živio duboko u unutrašnjosti središnje Afrike, možda srodnici naroda Masai ili Galla u današnjoj Keniji ili Tanzaniji. Nepoznato je zašto su krenuli iz visokih savana kroz prašume sliva rijeke Kongo prema obali Atlantskog oceana. Nisu bili ni ratari ni stočari, a jedina poljoprivredna djelatnost bila im je obaranje cijelih šuma palmi kako bi dobili opojno palmino vino. Odmah bi zaklali i pojeli svaku domaću životinju koja bi im pala u šake.
Od samog početka pokreta prema zapadu bili su ratnička vojska na pljačkaškom pohodu. Slično plemenu Nguni koje je došlo iz oblasti jezra Malavi da bi u južnoj Africi stvorilo veliko carstvo Zulu, tako su i Jake već u samom početku migracije bili organizirani za stalno ratovanje. Živjeli su u malim, pokretnim, dobro utvrđenim logorima, ratnici su im bili okosnica društvene strukture i zahvaljujući krutoj disciplini i iznenadnim napadima pokoravali su plemena daleko brojnija od njih samih. Ubijali su vlastitu djecu da im ne bi smetala u neprestanim pokretima, tako što su odmah nakon rođenja zakopavali žive bebe u zemlju. Slično mamelucima u Egiptu, često su usvajali odrasle dječake iz pokorenih plemena i odgajali ih u ratnike svoje vojske. Prakticirali su kanibalizam kako bi zaplašili neprijatelje, ali i zato što su voljeli okus ljudskog mesa.
Engleski gusar Battel 1600. ili 1601. godine, sa skupinom Portugalaca i mulata, uputio se do jednog plemena udaljenog od obale današnje Angole dva dana hoda kroz prašumu. Kad su formirali karavanu i spremili se za povratak do broda, napao ih je poglavica Mofarigosat. Domoroci su dopustili bijelcima otići ako ostave jednog taoca, pa su se Portugalci odlučili za Engleza Battela, umjesto nekog od svojih sunarodnjaka. Plašeći se za život, Battel je uspio pobjeći kroz prašumu u čijim su ga dubinama zarobili Jake. Svi stanovnici naselja okupili su se gledati ga i čuditi mu se, jer dotad tamo nitko nikada nije vidio bijelca.
Logor je bio podignut među baobabima, cedrovima i palmama tako da je na ulicama naselja usred dana vladao mrak. Na sredini je stajao idol veličine čovjeka, podignut na postolju visokom 4 m. U podnožju idola nalazio se krug od u zemlju probodenih slonovskih kljova, a na kljove su bile nasađene mnogobrojne lubanje ljudi ubijenih u ratovima. Konačno je Englez izveden pred poglavicu Jaka, kojeg naziva Veliki Gaga Calandola.
Poglavica Jaka imao je veoma dugu kosu u koju su bili upleteni nizovi banba školjki, a oko vrata mu je visila ogrlica od školjki masoa. Oko pojasa nosio je niske landesa, perli koje se izrađuju od nojevih jaja. Donji dio tijela bio mu je uvijen u tkaninu od palminog vlakna, a gornji bio nag i prekriven u kožu usječenim ornamentima koje je svaki dan premazivao ljudskom mašću. Kroz nos mu je bio provučen bakreni ukras, kao i kroz uši. Tijelo je bojio u crveno i bijelo, a 20 do 30 žena pratilo ga je na svim pohodima. Jedna od njih nosila je njegov luk i strijele, a četiri posude s pićem. Kad bi pio sve bi pale na koljena i pjevale, u ritmu udarajući rukama.
Englez se svidio poglavici, a osobito mu se svidjela njegova musketa. Tako je primljen u vojsku Jaka i sudjelovao u njihovim ratnim pohodima, spaljivao sela, pio palmino vino, plesao i orgijao na gozbama s ljudskim mesom. Ostao je među Jakama gotovo pune dvije godine, ali se u toku pljačkaških napada našao tako daleko na zapadu da ponovno ugleda more. To mu je omogućilo pobjeći brodom, ali dotad je već bio prinuđen ostati jedan od rijetkih očevidaca života i običaja jednoga tajanstvenog naroda.
Battel tako opisuje kako se Jake zadržavaju na jednom mjestu dok ne posijeku sve palme, u cilju proizvodnje vina. Ne drže stoku osim one koju otmu od neprijatelja. Kad prodru u neku jaču zemlju, koju je nemoguće pokoriti u jednome danu, sagrade utvrđeni logor u kojem miruju mjesec do dva. Kad konačno odluči prijeći u napad poglavica tijekom noći pošalje prema naprijed oko tisuću ratnika da zauzmu zasjedu oko jedne milje ispred logora. Ujutro poglavica iziđe iz logora na čelu cijele vojske, kao da se sprema napasti grad, a stanovnici spremni braniti svoju zemlju krenu prema logoru. Kad se približe Jake daju bubnjevima znak onima u zasjedi. Prelaze u napad, a od branitelja tako napadnutih sa svih strana malo koji izvuče živu glavu. Tog dana obično cijela napadnuta zemlja biva osvojenom.
Prije kretanja na veliki pohod, prema Engleževim zapažanjima, poglavica rano ujutro podnosi žrtvu Sotoni. U tom dugom obredu pet ljudi biva svečano ubijeno. Jake su nagrnuli iz prašuma duž jugozapadne granice kraljevstva, prešli rijeku Kwango i nastavili nadirati prema sjeveru pljačkajući i ubijajući. ManiKogo Alvaro, njegova crna i bijela svita i narod pobjegli su do rijeke Kongo i sklonili se na jedan od otoka u njenom donjem toku. Jake su zauzeli Mbanzu, spalili ju, poklali i pojeli sve koji su ostali u gradu. Nakon toga su podijelili vojsku u više odreda i nastavili napredovati ka unutrašnjosti koljući stanovnike, paleći polja i pljačkajući sela. Izbila je epidemija žljezdane kuge i pokosila na tisuće izbjeglica zbijenih na otocima. U tom kaosu profitirali su lovci na robove. Godine 1571. Francisco de Gouvea iskrcao se na ušću Konga s vojskom od oko 600 vojnika i krenuo u krvavi pohod protiv Jaka. Ljudožderi su protjerani iz zemlje, a Alvaro vraćen na prijestolje u Mbanzi. 